# 小林美香 (フルート奏者)
小林 美香（こばやし みか）は、日本のフルート奏者。

## 来歴・人物
長野県中野市出身。長野県須坂高等学校卒業。
ウィーン国立音楽大学留学、新日本フィルハーモニー交響楽団、神奈川フィルハーモニー管弦楽団契約団員等を経てフリー。

## 受賞歴
- 第1回日本木管コンクール第一位入賞（1990年）[2]
- 第8回日本管打楽器コンクール入選（1991年）[3]

## CD
- 「Elegance」（エレガンス - 小林美香 フルート・作品集、2016年8月5日）[4]